# Haas&Hahn

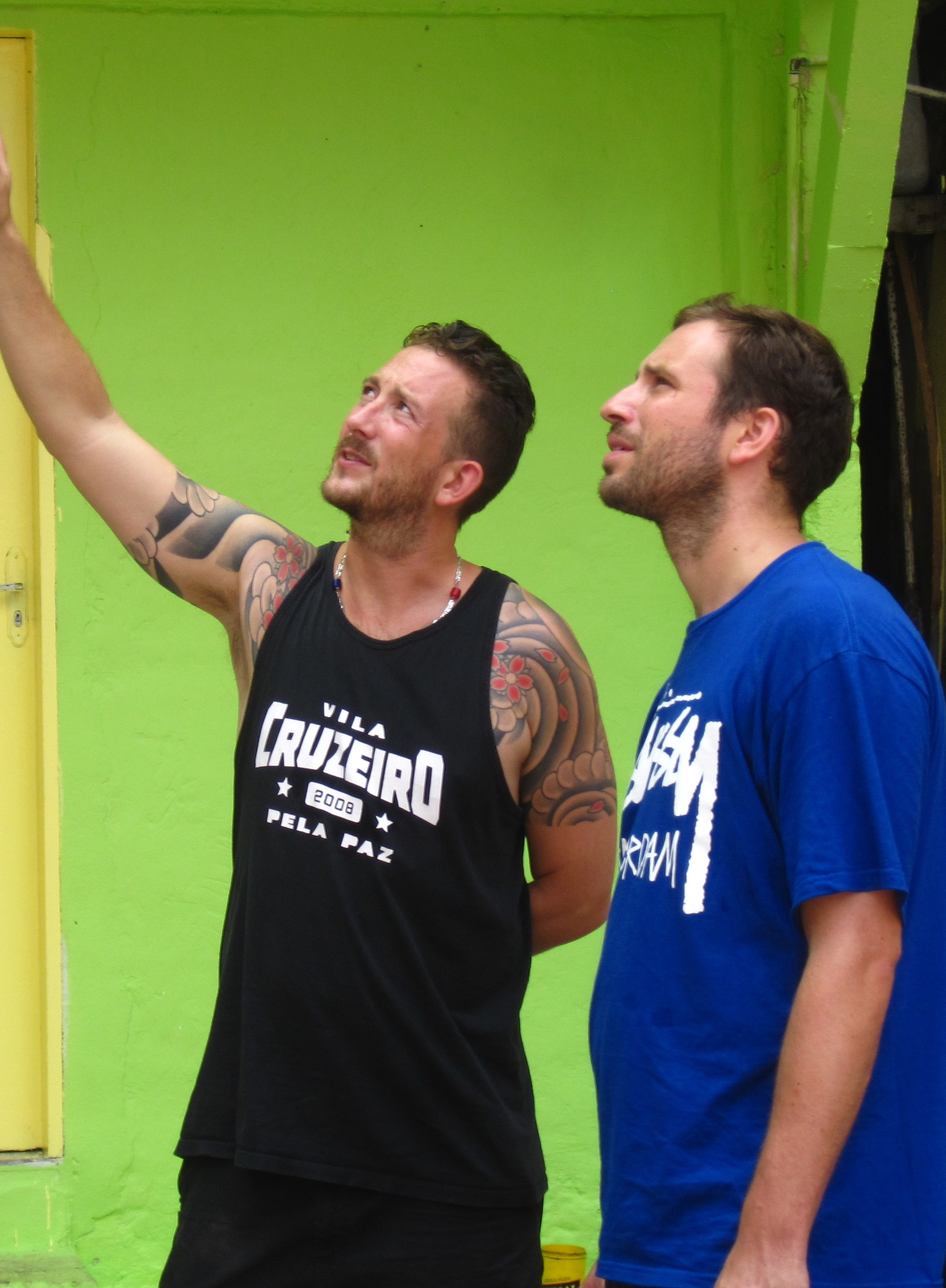
Haas&Hahn

Haas&Hahn is een kunstenaarsduo bestaande uit de Rotterdammer Jeroen Koolhaas en de Amsterdammer Dre Urhahn. Het duo werd vooral bekend door de projecten Favela Painting en Philly Painting, waarin muurschilderingen worden aangebracht in achterstandswijken door de plaatselijke bevolking.

## Favela Painting

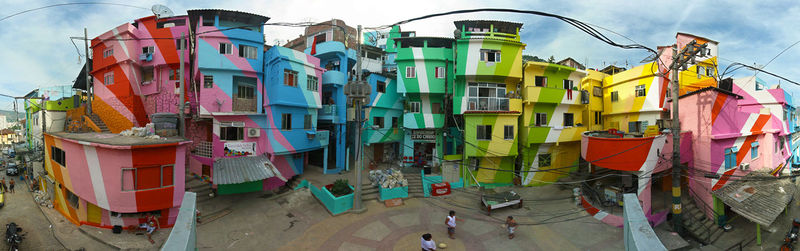
Het resultaat van Favela Painting op het plein Praça Cantão in Rio de Janeiro

In 2005 maakten Koolhaas en Urhahn een film over de hiphopcultuur in Rio de Janeiro. Tijdens het maken van deze film ontstond het idee van het maken van kunstprojecten in favela's, samen met de plaatselijke bevolking. Het project ontving subsidie van het Nederlandse ministerie van Cultuur en werd verder gefinancierd door gerelateerde kunstveilingen.

### Boy with Kite
Het eerste project was getiteld Boy with Kite (jongen met vlieger). De muurschildering werd aangebracht in 2007 en is 150m² groot, verspreid over drie gebouwen tegenover een voetbalveld in de favela Vila Cruzeiro in Rio. De schildering symboliseert de kinderen van de favela en werd in drie maanden geschilderd samen met de plaatselijke jeugd. 

### Rio Cruzeiro
In 2007 keerden Koolhaas en Urhahn terug naar Vila Cruzeiro voor de realisatie van het tweede project, Rio Cruzeiro. De muurschildering in Japanse stijl stelt een blauwe rivier voor met enorme kleurige vissen en is ontworpen door tatoeëerder Rob Admiraal. De schildering is 2000 m² groot, het schilderen duurde een jaar.

### Praça Cantão
Praça Cantão was het derde project. In een maand tijd werden 25 mensen opgeleid om mee te werken in het project. De schildering is 7000 m² groot en bedekt 34 huizen, straten en het interieur van een sambastudio. Het werd gerealiseerd in 2010.

### Favela Painting Academy
Favela Painting heeft in verschillende steden een opleiding gestart, de Favela Painting Academy, onder meer in Willemstad in Curaçao.

## Philly Painting

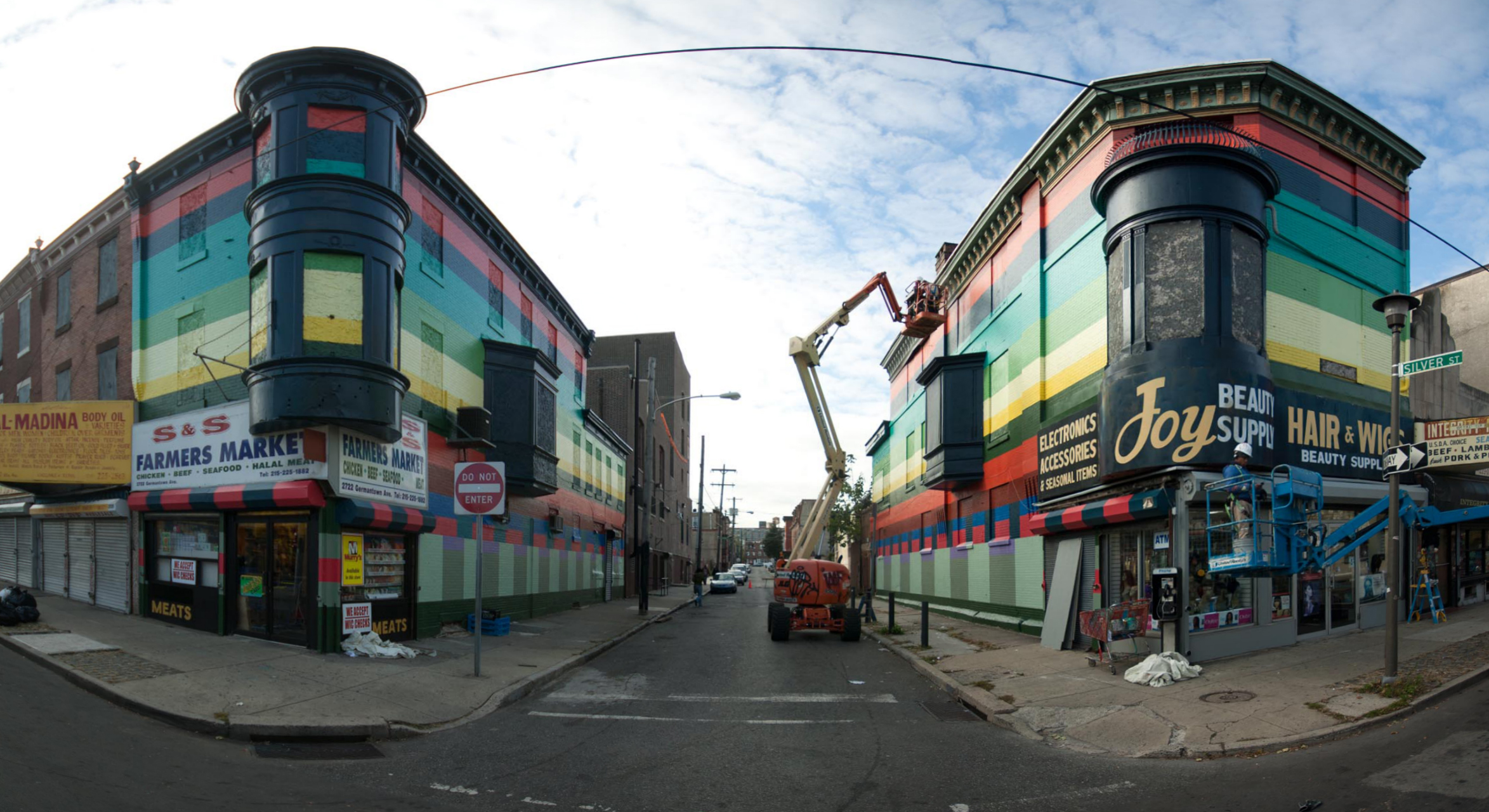
Philly Painting in Germantown Avenue

Op uitnodiging van het Mural Arts Program organiseerden Koolhaas en Urhahn een muurschildering in Philadelphia. In dit project werden tussen april en november 2012 vijftig winkelpanden beschilderd door de plaatselijke bevolking. De schilders kregen uniformen aan omdat bleek dat in Rio de schilders beschoten werden door de politie, die de kwasten aanzag voor wapens.